# 아흐메드 제말 파샤

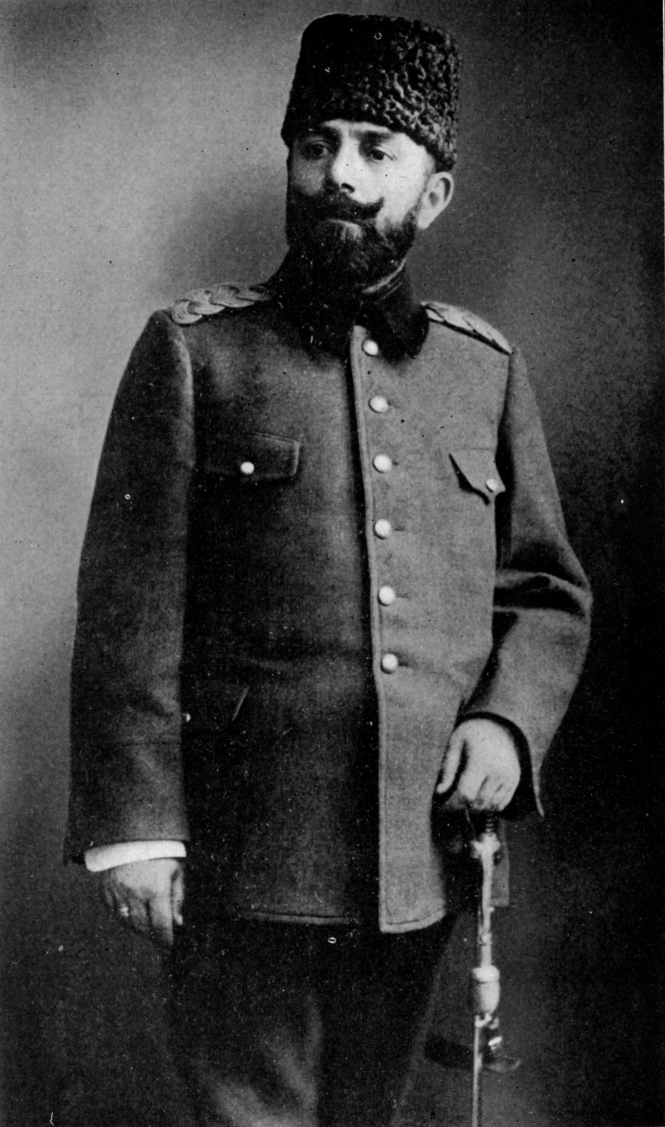
아흐메드 제말

제말 파샤(오스만 터키어 표기: جمال پاشا, 현대 튀르키예어 표기: Cemal Paşa) 또는 아흐메드 제말(오스만 터키어 표기: احمد جمال, 현대 터키어 표기: Ahmet Cemal; 1872년 5월 6일 출생 - 1922년 7월 21일 별세)은 오스만 제국의 군인이자 정치인이다. 청년 투르크 당에서 활동하였으며, 엔베르 파샤와 탈랏 파샤와 함께 삼두 정치(Three Pashas)의 일원이었다. 제말은 콘스탄티노플의 시장을 역임했다.

## 생애
제말은 레스보스 섬의 미틸리니에서 군대 약사장교인 메흐메트 네시프 베이(Mehmet Nesip Bey)의 아들로 태어났다. 1908년부터 1918년 사이, 제말은 제국 정부에서 가장 중요한 관리자로 근무했다. 그는 1890년에 쿨렐리 육군 유년학교를 졸업하였고, 1893년에 콘스탄티노플에 있는 육군사관학교를 졸업했다.  1896년, 제말은 제2군단으로 전근을 갔다. 2년 후, 그는 살로니카에 있는 어느 사단의 신참 참모가 되었다.
이 때는 1905년이었다. 제말은 소령으로 진급되었고, 루멜리아 철도의 감독관으로 지명되었다. 1906년에는 오스만 제국 자유 연맹에 가입하였다.  1907년, 그는 3군단의 이사회원이 되었다. 이 때, 그는 육군 소령 알리 페티 오크야르와 무스타파 케말(케말 아타튀르크)와 함께 일했다.
그의 손자인 하산 제말은 터키의 칼럼니스트, 저널리스트이자 작가로 활동하고 있는 것으로 알려졌다.

## 발칸 전쟁
1911년 제말은 바그다드(현재 이라크의 수도)의 총독으로 부임했다. 이듬해, 바그다드 총독 직책에서 사임하고 육군으로 다시 들어갔다. 당시 발칸 반도에서는 전쟁을 겪고 있었다. 1912년 10월, 그는 대령으로 승진했다. 발칸 전쟁이 끝나자,  그는 콘스탄티노플에서 바브 알리의 쿠데타 문제를 슬기롭게 해결하려고 시도하였다.  1914년에는 해군성에서 일했다.